# Greenfield (Indiana)
Greenfield város az USA Indiana államában, Hancock megyében, melynek megyeszékhelye is. Lakosainak száma 23 488 fő (2020. április 1.).

## Népesség
A település népességének változása:
| Lakosok száma | 744  | 20 602 | 23 488 |
|               | 1860 | 2010   | 2020   |